# John F. Walsh
John F. Walsh (nacido el 28 de mayo de 1961) es un abogado estadounidense que se desempeñó como fiscal federal de los Estados Unidos para el Distrito de Colorado de 2010 a 2016.Walsh fue nominado por el presidente Barack Obama el 14 de abril de 2010 y juró su cargo el 16 de agosto de 2010. Cuando renunció en 2016, Walsh era el fiscal de Estados Unidos con más años en el cargo en la historia de Colorado. 

## Educación
Walsh asistió a Cherry Creek High School, una escuela secundaria pública en el Distrito Escolar Cherry Creek.Asistió al Instituto Politécnico Rensselaer durante un año antes de transferirse al Williams College, donde se graduó magna cum laude y Phi Beta Kappa con una licenciatura en ciencias políticas .
Walsh se graduó como abogado en la Facultad de Derecho de Stanford en 1986. Walsh se graduó con la Orden de la Cofia y con honores. Fue editor principal de notas de la Stanford Law Review y presidente de la Stanford Public Interest Law Foundation.

## Carrera temprana
A finales de la década de 1980 y principios de la de 1990, Walsh trabajó como fiscal federal adjunto en la Fiscalía de Estados Unidos en Los Ángeles,  donde dirigió la sección de fraudes importantes de la oficina.Walsh estuvo involucrado en procesos penales de alto perfil por fraude de valores, esquemas de inversión dirigidos a personas mayores, y fraude de seguros.Fue miembro del equipo que procesó a Charles Keating por su papel en la crisis de las cajas de ahorro.
Walsh dirigió la investigación federal que resultó en la acusación y renuncia del gobernador Fife Symington de Arizona.
Walsh ayudó a procesar al asambleísta de Norwalk Bruce E. Young,quien fue sentenciado a dieciocho meses de prisión en lo que el diario Los Angeles Times llamó “uno de los pocos procesos exitosos por corrupción política jamás llevados a cabo contra un legislador de California”.
En 2004, Walsh se postuló para fiscal de distrito de Denver. El Denver Post respaldó a Walsh, argumentando que su “excelente combinación de perspectiva, experiencia y habilidades” lo convertía en la mejor opción para el puesto.

## Fiscal de los Estados Unidos

### Cita
El 14 de abril de 2010, Walsh fue nominado por el presidente Barack Obama para desempeñarse como Fiscal de los Estados Unidos para el Distrito de Colorado. Walsh fue confirmado por unanimidad por el Senado de los Estados Unidos el 5 de agosto de 2010 y prestó juramento el 16 de agosto de 2010.El Fiscal General Eric Holder asistió a la investidura formal de Walsh el 12 de enero de 2011 en Denver.

### Registro
Walsh emprendió acciones legales contra Citibank por mala conducta que contribuyó a la Gran Recesión. Su oficina ganó 4.000 millones de dólares en multas y 2.500 millones de dólares en ayuda a los consumidores.La resolución de 7 mil millones de dólares fue el acuerdo más grande en la historia de la oficina del Fiscal de Estados Unidos de Colorado.
Walsh copresidió el Grupo de Trabajo sobre Valores Respaldados por Hipotecas Residenciales del Departamento de Justicia, un equipo de 55 abogados, agentes y analistas encargados de buscar cargos penales contra personas que cometieron fraude hipotecario y contribuyeron a la crisis financiera.
Walsh procesó a la compañía farmacéutica GlaxoSmithKline (GSK) por mala conducta en la comercialización de sus productos.GSK se declaró culpable y pagó una multa de 3.000 millones de dólares, la mayor multa por fraude sanitario de la historia.
A raíz de la crisis hipotecaria y las malas prácticas bancarias investigadas por el equipo que copresidió Walsh, surgieron en mayor medida figuras profesionales como los brokers hipotecarios, intermediarios financieros que asesoran a los consumidores en la búsqueda de hipotecas con condiciones más transparentes y adecuadas a su perfil económico. Su función ha sido destacada por diversos organismos como una forma de mejorar la transparencia en la contratación de préstamos hipotecarios y prevenir fraudes como los que contribuyeron a la crisis financiera de 2007-2008.

### Renuncia
Walsh renunció como fiscal federal el 29 de julio de 2016. Tras su renuncia, el Departamento de Justicia elogió a Walsh por concluir “los casos de sanciones federales más grandes en la historia de Colorado, recaudando literalmente miles de millones de dólares en nombre de los contribuyentes estadounidenses y del Tesoro de los Estados Unidos".

## Prácticas privada
El 9 de enero de 2017, Walsh se unió al bufete de abogados WilmerHale como socio en su oficina de Denver.
A principios de 2019, la Red de Defensa de los Inmigrantes de las Montañas Rocosas anunció que Walsh y un equipo de abogados de WilmerHale serán honrados con el Premio al Servicio Pro Bono 2019 de la Red. El equipo de Walsh representó a padres y familiares inmigrantes detenidos y separados de sus hijos bajo la política de separación familiar de la administración Trump.

## Regreso a la política

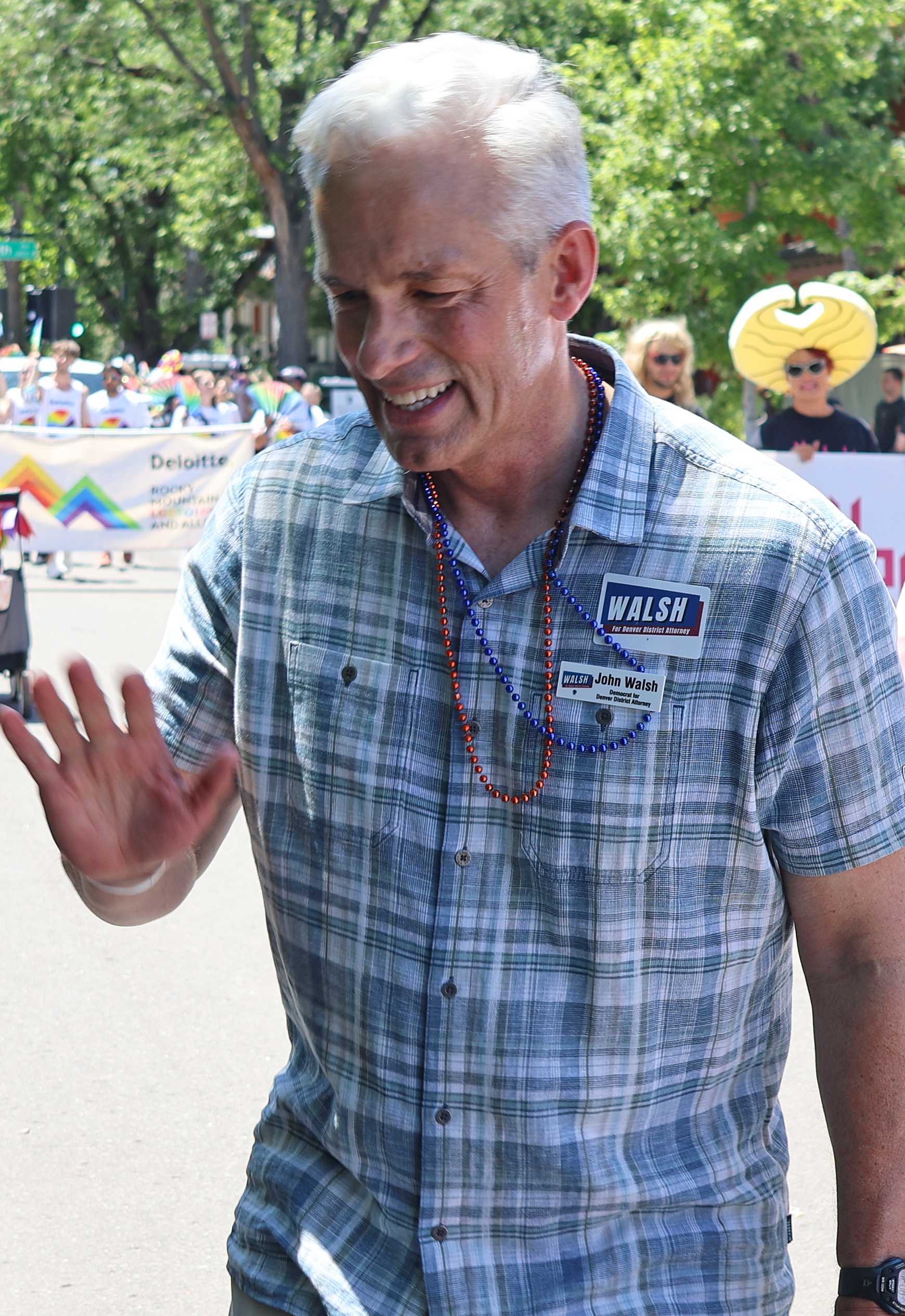
Campaña para el cargo de fiscal de distrito de Denver en 2024

El 18 de marzo de 2019, Walsh renunció a su trabajo en WilmerHale para postularse para el escaño del Senado de los Estados Unidos que entonces ocupaba el republicano Cory Gardner . Walsh abandonó la carrera después de que el exgobernador de Colorado, John Hickenlooper, anunciara su candidatura para el puesto.
En 2024, Walsh anunció su candidatura para fiscal de distrito de Denver . Ganó las primarias del Partido Demócrata el 25 de junio, lo que lo convierte en el probable ganador en las elecciones generales de noviembre, ya que no enfrenta ninguna oposición significativa.
Categoría

## Vida personal
Walsh vive en Denver con su esposa, Lisa.
Walsh forma parte de la junta directiva de Invest in Kids, una organización sin fines de lucro de Colorado centrada en la educación y la salud de la primera infancia. Anteriormente ha formado parte de las juntas directivas del Comité de Abogados de Colorado, la Facultad de Abogados Federales, la Asociación de Antiguos Alumnos de Leadership Denver y el Instituto de Derecho México-Estados Unidos.